# Jozef Feranec
Jozef Feranec (ur. 14 marca 1910 w Pobedim, zm. 3 kwietnia 2003 w Bańskiej Bystrzycy) – słowacki duchowny katolicki, czternasty biskup ordynariusz bańskobystrzycki w latach 1973–1990.

## Życiorys
Urodził się w 1910 roku w Pobedim, w zachodniej Słowacji. Bardzo wcześnie zdecydował się przyjąć drogę kapłańską. Mając 22 lata przyjął w 1932 roku święcenia kapłańskie. Następnie pracował w parafiach na terenie Słowacji, w międzyczasie kontynuując studia, których zwieńczeniem było uzyskanie stopnia naukowego doktora teologii. Po zakończeniu II wojny światowej i przejęciu władzy w Czechosłowacji przez komunistów w 1948 roku rozpoczął się okres prześladowania Kościoła katolickiego, w tym księży, czego doświadczył także Jozef Feranec.
Po częściowej normalizacji stosunków czechosłowacko-watykańskich na początku lat 70. XX wieku papież Paweł VI mianował Feraneca biskupem bańskobystrzyckim w 1973 roku, kończąc tym samym trwający 23 lata wakat na stanowisku ordynariusza. Jego konsekracja biskupia miała miejsce w tym samym roku, a konsekratorami byli kardynałowie: Agostino Casaroli, František Tomášek i Stepán Trochta.
Na początku jego rządów diecezja znajdowała się w złym stanie. Nie działało m.in. seminarium duchowne. Mimo tych trudnych czasów udało mu się utrzymać życie religijne na parafiach. Zgodnie z zaleceniami II Soboru Watykańskiego często jeździł z wizytami po parafiach. W 1990 roku po osiągnięciu wieku emerytalnego zrezygnował z kierowania diecezją i przeszedł na emeryturę, co zostało zatwierdzone przez papieża Jana Pawła II. Zmarł w 2003 roku w Bańskiej Bystrzycy.